# 芒种桥乡
芒种桥乡，是中华人民共和国河南省商丘市虞城县下辖的一个乡镇级行政单位。

## 行政区划
芒种桥乡下辖以下地区：
芒种桥村、大李庄村、蔡道口东村、蔡道口西村、蔡庄村、陈庄村、大杨庄村、党洼村、董营村、后李阁村、蒋庙村、梁庄村、孙阁村、王楼村、小杨庄村、许阁村和许庄村。